# الحق في الحقيقة

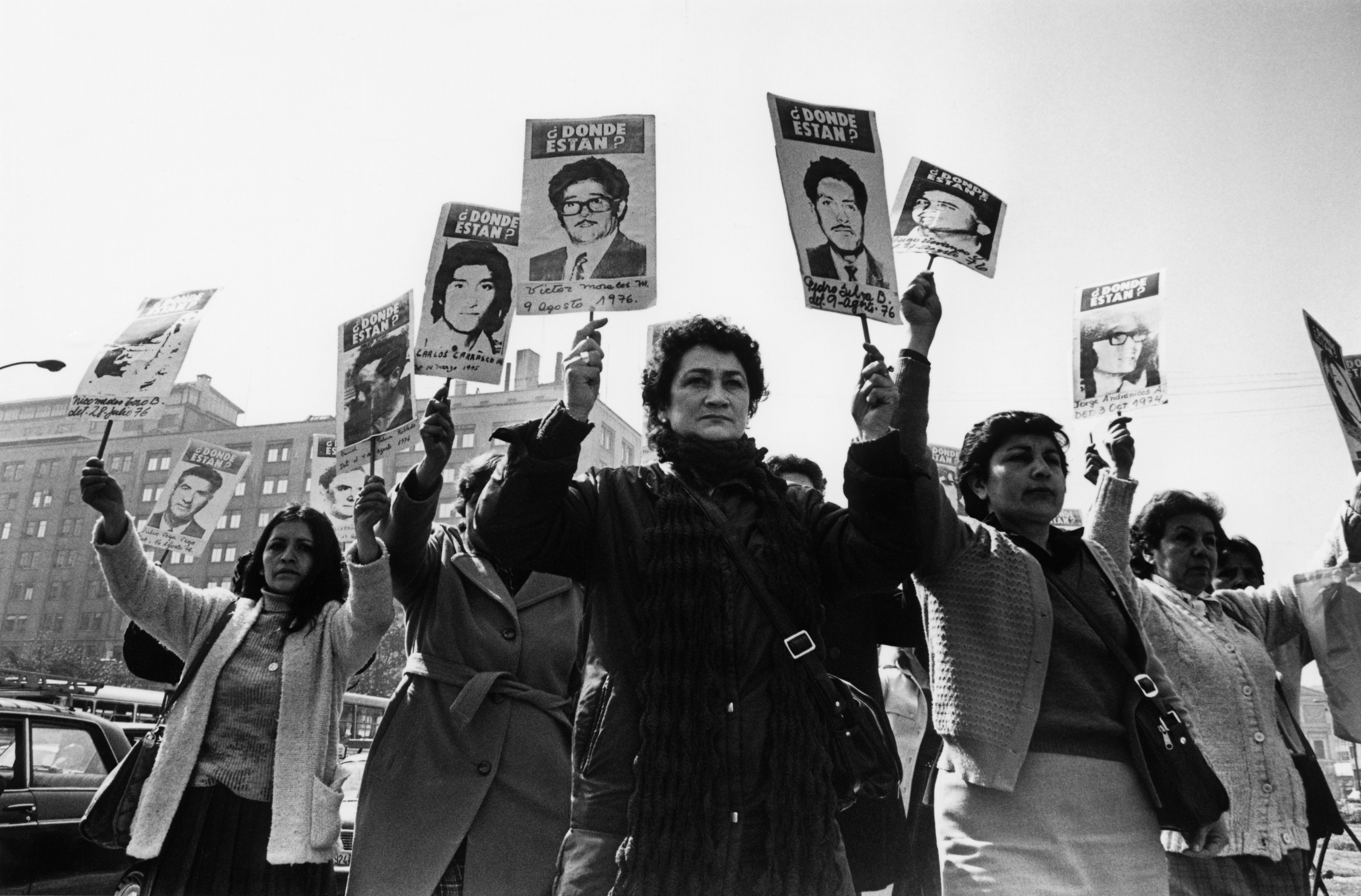
نساء من رابطة أهالي المعتقلين المختفين يتظاهرون أمام قصر لامونيدا أثناء نظام بينوشيه العسكري، للمطالبة بمعلومات عن أحبائهم الذين تعرضوا للاختفاء القسري.

الحق في معرفة الحقيقة هو الحق في وصول علائلات الضحايا و/ أو مجتمعهم إلى حقيقة ما حدث معهم في حال ما تم تعرضهم لانتهاكات جسيمة لحقوق الإنسان. يرتبط الحق في معرفة الحقيقة ارتباطًا وثيقًا بحقوق الإنسان، ولكنه يختلف عن، التزام الدولة بالتحقيق في الانتهاكات الجسيمة لحقوق الإنسان التي ترتكبها الدولة ومقاضاة مرتكبيها. ويعتبر الحق في معرفة الحقيقة هو شكل من أشكال حقوق الضحايا؛  إذ يعتبر ذو صلة خاصة بالعدالة الانتقالية في التعامل مع الانتهاكات السابقة لحقوق الإنسان. وفي عام 2006، خلصت ياسمين نقفي إلى أن الحق في معرفة الحقيقة «يقف في مكان ما على عتبة معيار قانوني وجهاز سردي... في مكان ما فوق الحجة الجيدة وفي مكان ما تحت قاعدة قانونية واضحة».  

## أصول
تختلف فكرة الحق القانوني في معرفة الحقيقة عن الفهم الموجود مسبقًا لأهمية إثبات الحقيقة حول ما حدث في حالة انتهاك حقوق الإنسان. في عام 1977، كرس البروتوكول الأول لاتفاقيات جنيف حق عائلات الأشخاص الذين قتلوا في النزاعات المسلحة في معرفة ما حدث لأقاربهم.  ثم في المؤتمر المنعقد بتاريخ 1993 في المعهد الكاثوليكي للعلاقات الدولية تناول الحق في معرفة الحقيقة. كما تم الاعتراف بالحق في معرفة الحقيقة في صكوك القانون الدولي غير الملزم مثل مبادئ الأمم المتحدة لمكافحة الإفلات من العقاب (2005)   وقرار الجمعية العامة للأمم المتحدة رقم 60/147، وكذلك من خلال تعيين عام 2011 لمنظمة الأمم المتحدة. المقرر الخاص المعني بتعزيز الحقيقة والعدالة والجبر وضمانات عدم التكرار.  في عام 2006، قررت لجنة حقوق الإنسان التابعة للأمم المتحدة أن هناك «حقًا غير قابل للتصرف ومستقل» في معرفة الحقيقة. وتضمن الاتفاقية الدولية لحماية جميع الأشخاص من الاختفاء القسري لضحايا الاختفاء القسري الحق في معرفة ظروف الاختفاء، لكن لم يتم التصديق عليها عالمياً. 
وفقًا لباتريشيا نفتالي، يظل الحق في معرفة الحقيقة بعيد المنال لأنه مفهوم له تعريفات مختلفة (متناقضة أحيانًا)، يتم نشره لدعم مجموعة متنوعة من مطالبات حقوق الإنسان.

## حالات

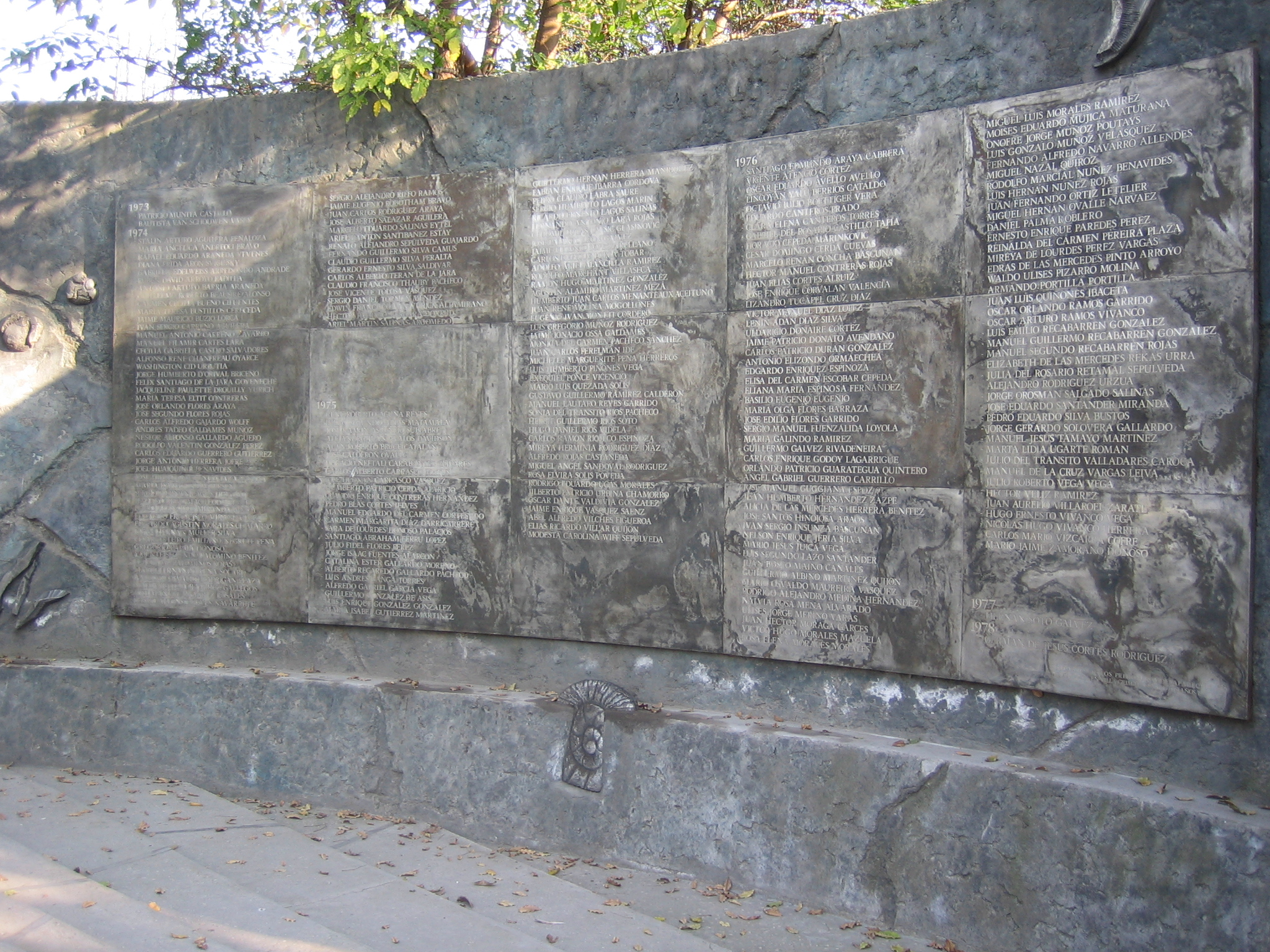
نصب تذكاري في فيلا جريمالدي مع أسماء مئات الأشخاص الذين فقدوا أو قتلوا هناك على يد الشرطة السرية التشيلية في ظل ديكتاتورية بينوشيه.

نتيجة للقضايا المعروضة على المحاكم الدولية والتي وجدت أن الدول تنتهك حقوق الإنسان، فقد طُلب من الدول: 
1. إجراء تحقيقات فعالة وملاحقة المسؤولين
2. كشف المعلومات المتعلقة بالأشخاص المفقودين
3. الاعتذار العلني والاعتراف بانتهاك حقوق الإنسان
4. نشر حكم المحكمة
5. تعويض الضحايا
6. سداد تكاليف المحكمة من المطالبين
7. تحسين الوضع الأمني للسماح بعودة النازحين
8. اتخذ إجراءات لتجنب تكرار الانتهاك
9. تغيير القوانين الوطنية
10. اتخاذ تدابير لتحسين الامتثال للصكوك الدولية لحقوق الإنسان
11. إنشاء نصب تذكارية لإحياء ذكرى انتهاك حقوق الإنسان

### لجنة الأمم المتحدة لحقوق الإنسان
اكانت قضية كوينتيروس ضد أورغواي سنة 1983 القضية الأولى التي أوضحت الحق في معرفة الحقيقة في الفقه القانوني الدولي لحقوق الإنسان والتي كانت حول قضية اختفاء قسري؛ وقررت لجنة حقوق الإنسان التابعة للأمم المتحدة أنه وفقًا للعهد الدولي الخاص بالحقوق المدنية والسياسية، فإن لأم الضحية «الحق في معرفة ما حدث لابنتها. وفي هذا الصدد، فهي أيضًا ضحية انتهاكات للعهد الدولي الخاص بالحقوق المدنية والسياسية والتي تعرضت لها ابنتها على وجه الخصوص للمادة 7 [العهد الدولي الخاص بالحقوق المدنية والسياسية]».  في قضية سعدون ضد. الجزائر (2003)، بخصوص رجل اختفى قسراً أثناء الحرب الأهلية الجزائرية، قررت اللجنة أن عدم التحقيق أدى إلى انتهاك جديد للعهد الدولي الخاص بالحقوق المدنية والسياسية. وفي هذه القضية، أعلنت الجزائر عفواً عن الجرائم التي ارتكبت خلال «المأساة الوطنية». 

### محكمة البلدان الأمريكية لحقوق الإنسان
كان هنالك سوابق قضائية لمحكمة البلدان الأمريكية لحقوق الإنسان إلى الحق المستقل في معرفة الحقيقة. بسبب الحق في معرفة الحقيقة، أبطلت لجنة البلدان الأمريكية لحقوق الإنسان الاتفاقات التي تمنح العفو لمنتهكي حقوق الإنسان، كما هو الحال في قضية باريوس آلتوس ضد البيرو في عام 2001 Barrios Altos v. Perú [caso barrios altos vs. perú] Barrios Altos v. Perú [caso barrios altos vs. perú].  وفي عام 1985، وقبل ست سنوات من قبول غواتيمالا لسلطة لجنة الدول الأمريكية لحقوق الإنسان، اختفى الصحفي الأمريكي نيكولاس بليك. في . غواتيمالا (1998)، فقررت لجنة البلدان الأمريكية لحقوق الإنسان أن الجهود الغواتيمالية لعرقلة بحث أسرته عن الحقيقة تشكل معاملة لا إنسانية تتعارض مع الاتفاقية الأمريكية لحقوق الإنسان. 
لقد كررت لجنة البلدان الأمريكية لحقوق الإنسان في كثير من الأحيان رأيها بأن:
يندرج الحق في معرفة الحقيقة في حق الضحية أو أقرب أقربائه في الحصول على توضيح للوقائع المتعلقة بالانتهاكات والمسؤوليات المقابلة من أجهزة الدولة المختصة، من خلال التحقيق والمقاضاة المنصوص عليهما في المادتين 8 و 25 من الاتفاقية

### المحكمة الأوروبية لحقوق الإنسان
هناك أيضًا سوابق قضائية للمحكمة الأوروبية لحقوق الإنسان ذات صلة بالحق في معرفة الحقيقة. كقصية قبرص ضد. تركيا (2001)، حكمت المحكمة الأوروبية لحقوق الإنسان ضد تركيا في قضية القبارصة اليونانيين الذين شوهدوا آخر مرة في حجز القوات التركية. حيث شكلت معاناة الأقارب الباقين على قيد الحياة «انتهاكًا مستمرًا للمادة 3 من الاتفاقية الأوروبية لحقوق الإنسان (ECHR) فيما يتعلق بأقارب الأشخاص المفقودين من القبارصة اليونانيين».  في قضية المصري ضد مقدونيا (2012)، أقرت المحكمة الأوروبية لحقوق الإنسان أن مقدونيا الشمالية انتهكت الاتفاقية بالسماح للمصري بالاحتجاز لدى الولايات المتحدة أثناء التسليم الاستثنائي. وأشارت المحكمة إلى أن السلطات المقدونية «حرمت مقدم الطلب من إبلاغه بما حدث، بما في ذلك الحصول على سرد دقيق للمعاناة التي زُعم أنه تعرض لها ودور المسؤولين عن محنته المزعومة» وكذلك إخفاء هذه المعلومات عن عامة الجمهور. وبحسب أستاذة القانون أريانا فيداشي، فإن «القرار الصادر في قضية المصري أظهر تفكيرًا قانونيًا مبتكرًا وموقفًا مبتكرًا بالكامل للقضاة تجاه الإنفاذ بعيد المدى للحق في معرفة الحقيقة». في قضية جانويك وآخرون ضد روسيا عام (2013)، لم تجد المحكمة أي انتهاك للاتفاقية المتعلقة بالتحقيقات الروسية في مذبحة كاتين عام 1940، لكن هذا الحكم كان على أساس مبدأ عدم رجعية القوانين لأن المذبحة حدثت قبل صياغة المحكمة الأوروبية لحقوق الإنسان.
انتقد الباحث القانوني جيمس أ. سويني نهج المحكمة الأوروبية لحقوق الإنسان في قضايا الحق في معرفة الحقيقة، قائلاً:
كان من الممكن أن يقود اختبار «القيم الأساسية» للمحكمة الأوروبية لحقوق الإنسان الطريق في الترويج دوليًا للفكرة القائلة بأن إنكار أو إعاقة البحث عن الحقيقة حول أخطر انتهاكات حقوق الإنسان قبل التصديق قد ترقى، في حد ذاتها، إلى انتهاك معاصر لحقوق الإنسان.. مثل هذا النهج لا يطبق كل معاهدة من معاهدات حقوق الإنسان بأثر رجعي، كما أنه لا يحول كل انتهاك تاريخي لحقوق الإنسان إلى «انتهاك مستمر»، لكنه ينشئ ظروفًا استثنائية يكون فيها إنكار الحق في معرفة الحقيقة بشأن الانتهاكات التاريخية لحقوق الإنسان يشكل جزءًا جديدًا من حقوق الإنسان. انتهاك ضمن الاختصاص الزمني لهيئة التنفيذ ذات الصلة. [27]

### القانون الوطني
يعترف القانون الأرجنتيني بالحق في معرفة الحقيقة، من خلال إجراء قانوني خاص juicio por la verdad [juicios por la verdad] (محاكمة الحقيقة) تطورت في أعقاب الديكتاتورية العسكرية الأرجنتينية.

### المنتديات المحتملة
لقد تم اقتراح أن الضحايا قد يعتمدون على المادة 5 من الميثاق الأفريقي لحقوق الإنسان والشعوب في قضايا الحق في معرفة الحقيقة أمام المحكمة الأفريقية لحقوق الإنسان والشعوب.  نهج المحكمة الجنائية الدولية المتمركز حول الضحية قد يفضي إلى الحق في معرفة الحقيقة.

## أمثلة أخرى

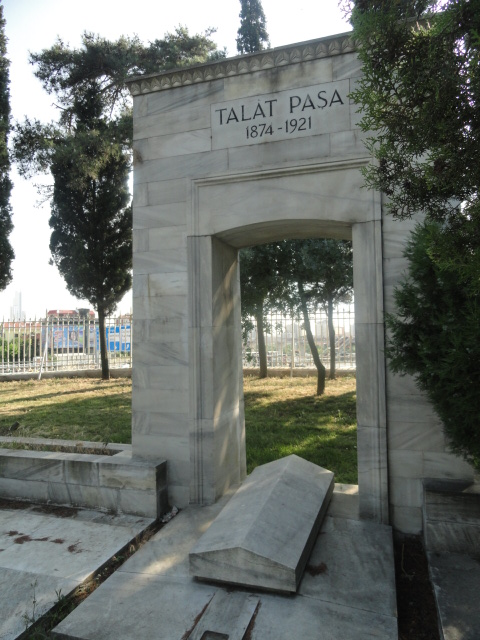
طلعت باشا، مهندس الإبادة الجماعية للأرمن، دفن عام 1943 في نصب الحرية التذكاري، إسطنبول كبطل قومي.

وفقًا للباحثة القانونية أغوستينا لاتينو، فإن الحق في معرفة الحقيقة فيما يتعلق بالإبادة الجماعية للأرمن يمتد إلى ما وراء الناجين من الإبادة الجماعية للأرمن إلى أحفادهم وكذلك الأرمن عمومًا. يذكر لاتيني أنه، بصفته خليفة الحكومة العثمانية التي ارتكبت الإبادة الجماعية، فإن إنكار الحكومة التركية المستمر للإبادة الجماعية للأرمن ينتهك حقهم في معرفة الحقيقة. على سبيل المثال، هناك آثار وشوارع سميت على اسم الجناة، لكن ليس الضحايا.
اقترحت محكمة البلدان الأمريكية وبعض المنظرين أن قول الحقيقة قد يكون شكلاً من أشكال التعويضات الجزئية لضحايا انتهاكات حقوق الإنسان.   يرتبط الحق في معرفة الحقيقة بمكافحة الإفلات من العقاب لأن إثبات الحقيقة حول حدث ماضي هو الخطوة الأولى في محاسبة الجناة.

## يوم الحق في الحقيقة
منذ عام 2010، تحتفل الأمم المتحدة باليوم الدولي للحق في معرفة الحقيقة فيما يتعلق بالانتهاكات الجسيمة لحقوق الإنسان ولكرامة الضحايا، أو يوم الحق في الحقيقة، في 24 مارس، وهو ذكرى مقتل رئيس أساقفة السلفادور أوسكار أرنولفو روميرو.